# Lista de primeiras-damas de Portugal
Esta é uma lista das primeiras-damas da República Portuguesa, ordenadas cronologicamente desde a implantação da República em 5 de outubro de 1910 até ao presente:

## Lista
| Primeira República (1910–1926)     | | |                        |                        |                              |
| #                                  | Primeira-dama (Nascimento–Morte)                                                                     | Retrato | Período em funções     | Período em funções     | Presidente da República      |
| 1                                  | Lucrécia Augusta de Brito de Berredo Furtado de Melo Arriaga (1844–1927)                             | | 24 de Agosto de 1911   | 29 de Maio de 1915     | Manuel de Arriaga            |
| 1                                  | Lucrécia Augusta de Brito de Berredo Furtado de Melo Arriaga (1844–1927)                             | Apesar das suas convicções pró-monárquicas, apoia o seu marido e muda-se com a família para o Palácio de Belém, onde continua essencialmente dedicada ao lar, como era "costume feminino" na altura. Todavia, a primeira-dama evita a exposição pública e a comemoração do segundo aniversário da República, em 1912, torna-se uma das raras ocasiões em que participa em eventos públicos. |                        |                        | Manuel de Arriaga            |
| –                                  | vago (Teófilo Braga era viúvo desde 1911 de Maria do Carmo Xavier Braga)                             | vago (Teófilo Braga era viúvo desde 1911 de Maria do Carmo Xavier Braga) | 29 de Maio de 1915     | 5 de Outubro de 1915   | Teófilo Braga                |
| 2                                  | Elzira Dantas Gonçalves Pereira Machado (1865–1942)                                                  | | 5 de Outubro de 1915   | 5 de dezembro de 1917  | Bernardino Machado           |
| 2                                  | Elzira Dantas Gonçalves Pereira Machado (1865–1942)                                                  | Casa com Bernardino Machado em Janeiro de 1882, e com ele tem dezanove filhos. A par da gestão do património familiar, desenvolve uma intensa actividade cívica, colaborando em várias organizações de defesa dos direitos das mulheres. Quando o marido assume pela primeira vez a Presidência da República, em 1915, mantém o dinamismo anterior. Com a entrada de Portugal na I Guerra Mundial, lança a Cruzada das Mulheres Portuguesas, cujo objectivo central é o auxílio aos soldados mobilizados e às suas famílias. |                        |                        | Bernardino Machado           |
| 3                                  | Maria dos Prazeres Bessa Pais (1867–1945)                                                            | | 9 de Maio de 1918      | 14 de Dezembro de 1918 | Sidónio Pais                 |
| 3                                  | Maria dos Prazeres Bessa Pais (1867–1945)                                                            | Contrai matrimónio com Sidónio Pais em Fevereiro de 1895, e com ele tem cinco filhos. Quando o marido assume a Presidência da República, na sequência do golpe militar de Dezembro de 1917, permanece em Coimbra, onde o casal se fixara. Não participa em qualquer acto público nesse período e só se desloca ao Palácio de Belém uma única vez, no dia seguinte ao assassinato de Sidónio Pais, para velar o corpo do marido em câmara ardente. |                        |                        | Sidónio Pais                 |
| 4                                  | Mariana de Santo António Moreira Freire Correia Manuel Torres de Aboim do Canto e Castro (1866–1946) | | 16 de Dezembro de 1918 | 5 de Outubro de 1919   | João do Canto e Castro       |
| 4                                  | Mariana de Santo António Moreira Freire Correia Manuel Torres de Aboim do Canto e Castro (1866–1946) | Com origens aristocráticas e de educação profundamente católica e monárquica. Em Julho de 1891, contrai matrimónio com João do Canto e Castro, com quem virá a ter três filhos. Quando o marido aceita a chefia do Estado em 1918, apesar das suas convicções monárquicas, a primeira-dama vive o afastamento de muitos familiares e amigos, adeptos da causa monárquica. Mariana permanece em sua casa, mudando-se para o Palácio da Cidadela de Cascais, de Maio a Setembro de 1919, devido ao estado de saúde do marido. |                        |                        | João do Canto e Castro       |
| 5                                  | Maria Joana Morais Perdigão Queiroga de Almeida (1885–1965)                                          | | 5 de Outubro de 1919   | 5 de Outubro de 1923   | António José de Almeida      |
| 5                                  | Maria Joana Morais Perdigão Queiroga de Almeida (1885–1965)                                          | Descende de uma família de abastados proprietários alentejanos. Contrai matrimónio com António José de Almeida em Dezembro de 1910, com quem vem a ter uma filha. Em 1916, envolve-se nas actividades da Cruzada das Mulheres Portuguesas, presidindo à Comissão de Assistência às Mulheres e Mães dos Mobilizados. O marido assume as funções de Presidente da República em Outubro de 1919. A visita de Leopoldo III da Bélgica, em Novembro de 1920, é uma das raras ocasiões em que Maria Joana está presente em cerimónias oficiais. Após a imposição da Ditadura Militar em Portugal, participa no movimento nacional de apoio às famílias dos presos, deportados e exilados, em Maio de 1928, tendo presidido à respectiva Comissão de Honra. |                        |                        | António José de Almeida      |
| 6                                  | Belmira das Neves (1885–1967)                                                                        | | 5 de Outubro de 1923   | 11 de Dezembro de 1925 | Manuel Teixeira Gomes        |
| 6                                  | Belmira das Neves (1885–1967)                                                                        | Oriunda de uma modesta família algarvia, conhece Manuel Teixeira Gomes na sua terra natal e passam a viver em comum em 1899. Da união nascem duas filhas. Quando Teixeira Gomes é eleito para a Presidência da República, em 1923, Belmira das Neves decide permanecer em Portimão. Quando este parte para o exílio voluntário, dois anos depois, não mais se voltam a ver. |                        |                        | Manuel Teixeira Gomes        |
| 7                                  | Elzira Dantas Gonçalves Pereira Machado (2.ª vez) (1865–1942)                                        | | 11 de Dezembro de 1925 | 31 de Maio de 1926     | Bernardino Machado (2.ª vez) |
| 7                                  | Elzira Dantas Gonçalves Pereira Machado (2.ª vez) (1865–1942)                                        | Após a recondução do seu marido às mesmas funções presidenciais em 1925, é novamente afastado pelo golpe militar de 28 de Maio de 1926. Elzira acompanha-o, como já havia feito da primeira vez, no exílio. |                        |                        | Bernardino Machado (2.ª vez) |
| Segunda República (1926–1974)      | | |                        |                        |                              |
| #                                  | Primeira-dama (Nascimento–Morte)                                                                     | Retrato | Período em funções     | Período em funções     | Presidente da República      |
| 8                                  | Maria das Dores Formosinho Vieira Cabeçadas (1878–1949)                                              | | 31 de Maio de 1926     | 17 de Junho de 1926    | José Mendes Cabeçadas        |
| 8                                  | Maria das Dores Formosinho Vieira Cabeçadas (1878–1949)                                              | Casada com José Mendes Cabeçadas desde Março de 1911, com quem tem quatro filhas. Maria das Dores Cabeçadas vive com alguma preocupação a breve passagem do marido pela Presidência da Republica (por um período de apenas 17 dias) na sequência do golpe militar de 28 de Maio de 1926. A oposição à ditadura que caracterizou a actividade de Mendes Cabeçadas a partir de então (e as represálias que a família sofre em consequência disso) são encaradas por ela com o ânimo possível. |                        |                        | José Mendes Cabeçadas        |
| 9                                  | Henriqueta Júlia de Mira Godinho Gomes da Costa (1863–1936)                                          | | 17 de Junho de 1926    | 9 de Julho de 1926     | Manuel Gomes da Costa        |
| 9                                  | Henriqueta Júlia de Mira Godinho Gomes da Costa (1863–1936)                                          | Casa-se em 1886 com Manuel Gomes da Costa, de quem vem a ter três filhos. O casal muda-se para o Palácio de Belém quando o seu marido assume a chefia do Estado após o afastamento de Mendes Cabeçadas. A estadia termina cerca de três semanas depois com o contra-golpe de Óscar Carmona. Henriqueta e Gomes da Costa partem então para o exílio nos Açores. |                        |                        | Manuel Gomes da Costa        |
| 10                                 | Maria do Carmo Ferreira da Silva Carmona (1878–1956)                                                 | | 16 de Novembro de 1926 | 18 de Abril de 1951    | Óscar Carmona                |
| 10                                 | Maria do Carmo Ferreira da Silva Carmona (1878–1956)                                                 | Casada com Óscar Carmona desde 1914, já depois do nascimento dos três filhos, Maria do Carmo torna-se uma presença constante ao lado do marido. Acompanha-o na recepção de destacadas figuras de visita a Portugal e em muitas das deslocações pelo país e às colónias. Dedica-se ainda a actividades de beneficência, assumindo, designadamente, a presidência de honra da Secção Auxiliar Feminina da Cruz Vermelha Portuguesa. |                        |                        | Óscar Carmona                |
| 11                                 | Berta da Costa Ribeiro Arthur Craveiro Lopes (1899–1958)                                             | | 9 de Agosto de 1951    | 5 de Julho de 1958     | Francisco Craveiro Lopes     |
| 11                                 | Berta da Costa Ribeiro Arthur Craveiro Lopes (1899–1958)                                             | Conhece Francisco Craveiro Lopes em Moçambique, e casa com ele em Dezembro de 1918, na cidade de Lourenço Marques. O casal vem a ter quatro filhos. Sem gosto pelo protagonismo e com discrição, Berta Craveiro Lopes adapta-se progressivamente à situação aquando da passagem do marido pela Presidência da República. Não obstante, acompanha o marido nas diversas deslocações oficiais por Portugal e ao estrangeiro, ocasiões em que a sua figura elegante e carácter afável são unanimemente elogiados. Falece no Palácio de Belém no final do mandato do seu marido, em 1958. |                        |                        | Francisco Craveiro Lopes     |
| –                                  | vago                                                                                                 | vago | 5 de Julho de 1958     | 9 de Agosto de 1958    | Francisco Craveiro Lopes     |
| 12                                 | Gertrudes Ribeiro da Costa Rodrigues Thomaz (1894–1991)                                              | | 9 de Agosto de 1958    | 25 de Abril de 1974    | Américo Thomaz               |
| 12                                 | Gertrudes Ribeiro da Costa Rodrigues Thomaz (1894–1991)                                              | Casou com Américo Thomaz em Outubro de 1922, acabando o casal por ter três filhos. Com a eleição do marido para a Presidência da República em 1958, Gertrudes Thomaz adapta-se com rapidez à nova situação por já estar habituada a uma certa exposição pública, consequência do cargo de ministro da Marinha que Américo Thomaz ocupava desde 1944. É presença constante ao lado do marido, acompanhando-o nas suas deslocações oficiais, em Portugal e no estrangeiro, sendo-lhe conhecida a versatilidade da conversa e o bom gosto no vestir. Participa também em várias actividades de carácter benemérito e em festividades de carácter religioso. Segue para o exílio no Brasil na sequência do 25 de Abril de 1974 e do afastamento do marido das funções presidenciais, regressando a Portugal quatro anos mais tarde. |                        |                        | Américo Thomaz               |
| Terceira República (1974–presente) | | |                        |                        |                              |
| #                                  | Primeira-dama (Nascimento–Morte)                                                                     | Retrato | Período em funções     | Período em funções     | Presidente da República      |
| 13                                 | Maria Helena Martins Monteiro de Barros Spínola (1913–2002)                                          | | 15 de Maio de 1974     | 30 de Setembro de 1974 | António de Spínola           |
| 13                                 | Maria Helena Martins Monteiro de Barros Spínola (1913–2002)                                          | Casada com António de Spínola desde 1932, vai acompanhando o marido na vida determinada pela carreira militar deste e, na década de 50, inicia uma intensa actividade na Cruz Vermelha Portuguesa, chegando a pertencer à Direcção da Secção Auxiliar Feminina. Quando o marido assume a chefia do Estado após a Revolução de 25 de Abril de 1974, o casal continua a morar na sua residência particular e Maria Helena Spínola assiste, um pouco à margem, ao rumo dos acontecimentos. O Presidente renuncia ao cargo nesse mesmo ano, e é acompanhado pela esposa para o exílio, regressando a Portugal no Verão de 1976. |                        |                        | António de Spínola           |
| 14                                 | Maria Estela Veloso de Antas Varajão Costa Gomes (1927–2013)                                         | | 30 de Setembro de 1974 | 13 de Julho de 1976    | Francisco da Costa Gomes     |
| 14                                 | Maria Estela Veloso de Antas Varajão Costa Gomes (1927–2013)                                         | Casa-se com Francisco da Costa Gomes em Dezembro de 1952, com quem vem a ter um filho. Quando o marido é nomeado para ocupar as funções de Presidente da República no final de Setembro de 1974, o casal vê-se forçado a deixar a sua residência particular e a habitar no Palácio de Belém, por razões de segurança. A Primeira-Dama procura conferir alguma dignidade e conforto à nova morada, que desde há muito havia estado desocupada. Acompanha também o marido nas suas deslocações oficiais ao estrangeiro. |                        |                        | Francisco da Costa Gomes     |
| 15                                 | Maria Manuela Duarte Neto Portugal Ramalho Eanes (1938–)                                             | | 14 de Julho de 1976    | 9 de Março de 1986     | António Ramalho Eanes        |
| 15                                 | Maria Manuela Duarte Neto Portugal Ramalho Eanes (1938–)                                             | Licenciada em Direito, inicia a sua vida profissional no Ministério da Saúde e Assistência, transferindo-se depois sucessivamente para o Instituto de Obras Sociais e para o Ministério da Educação. Casa com António Ramalho Eanes em Outubro de 1970, numa cerimónia realizada na capela do Palácio de Queluz, com quem vem a ter dois filhos (o segundo dos quais nasce durante a Presidência do marido). Quando o marido é eleito Presidente da República, assume o seu papel de Primeira-Dama a tempo inteiro, acompanhando o marido em viagens oficiais no país e ao estrangeiro, recebendo chefes de Estado, conhecendo inúmeras personalidades do mundo artístico e cultural que visitam Portugal. Em 1983 é uma das fundadoras do Instituto de Apoio à Criança. No final do segundo mandato do marido, participa activamente na campanha eleitoral do Partido Renovador Democrático e na campanha presidencial de Francisco Salgado Zenha. |                        |                        | António Ramalho Eanes        |
| 16                                 | Maria de Jesus Simões Barroso Soares (1925–2015)                                                     | | 9 de Março de 1986     | 9 de Março de 1996     | Mário Soares                 |
| 16                                 | Maria de Jesus Simões Barroso Soares (1925–2015)                                                     | Conhece Mário Soares na universidade, e casam-se em Fevereiro de 1949, por procuração, quando este se encontra preso na Cadeia do Aljube. O casal vem a ter dois filhos. Inicia uma carreira como actriz profissional após concluir o curso de Arte Dramática no Conservatório Nacional. Na década de 50, licencia-se em Histórico-Filosóficas, após ser afastada do teatro em consequência do seu activismo contra o Estado Novo. É uma das fundadoras do Partido Socialista, sendo eleita deputada por três vezes após a Revolução de 25 de Abril de 1974. Quando o marido é eleito Presidente da República em 1986, Maria Barroso é presença constante ao seu lado, acompanhando-o em numerosas visitas oficiais no país ou no estrangeiro e assumindo o papel de anfitriã na recepção de chefes de Estado e de outras personalidades. Em simultâneo, assegura os seus próprios projectos de intervenção social e cultural (Colégio Moderno, Associação para o Estudo e Prevenção da Violência, Fundação Pro Dignitate, Presidência da Cruz Vermelha Portuguesa). Recebeu o epíteto de "A eterna primeira-dama". |                        |                        | Mário Soares                 |
| 17                                 | Maria José Rodrigues Ritta (1941–)                                                                   | | 9 de Março de 1996     | 9 de Março de 2006     | Jorge Sampaio                |
| 17                                 | Maria José Rodrigues Ritta (1941–)                                                                   | Casa com Jorge Sampaio em Abril de 1974, numa cerimónia civil; o casal tem dois filhos. Tem uma longa e bem-sucedida carreira na TAP, por 30 anos, ascendendo à direcção comercial da empresa. Em 1996, quando o marido toma posse como Presidente da República, Maria José Ritta decide deixar a TAP e assumir a tempo inteiro o papel de "colaboradora número um do Presidente", como sempre se considera. Marca presença em inúmeras cerimónias oficiais e de Estado. Ambicionando transformar o papel caritativo normalmente reservado à primeira-dama num lugar de intervenção social, dá uma especial atenção à defesa de grandes causas, como os direitos da criança, a terceira idade, a pobreza, a pessoa com deficiência ou a integração dos socialmente excluídos. Preside, em 2001, à Comissão Nacional para o Ano Internacional do Voluntariado. |                        |                        | Jorge Sampaio                |
| 18                                 | Maria Alves da Silva Cavaco Silva (1938–)                                                            | | 9 de Março de 2006     | 9 de Março de 2016     | Aníbal Cavaco Silva          |
| 18                                 | Maria Alves da Silva Cavaco Silva (1938–)                                                            | Licenciada em Filologia Germânica na Faculdade de Letras da Universidade de Lisboa em 1960, inicia uma carreira no ensino. Conhece Aníbal Cavaco Silva, com quem casa em 1963. O casal vem a ter dois filhos. Com a mobilização do marido para a guerra colonial em Moçambique, acompanha-o. Nos inícios da década de 70, acompanha-o durante o doutoramento que realiza na Inglaterra. A partir de 1978, é docente na Universidade Católica, actividade que mantém durante os dez anos que o marido chefia o Governo (1985-1995). Enquanto primeira-dama, Maria Cavaco Silva dedicara atenção aos desafios que as famílias e os jovens enfrentam no mundo actual e as novas exigências em matéria de assistência social. |                        |                        | Aníbal Cavaco Silva          |
| –                                  | vago (Marcelo Rebelo de Sousa é divorciado de Ana Cristina Caeiro da Motta Veiga)                    | vago (Marcelo Rebelo de Sousa é divorciado de Ana Cristina Caeiro da Motta Veiga) | 9 de Março de 2016     | presente               | Marcelo Rebelo de Sousa      |